# Ioan Lissievici
Ioan Lissievici (n. 29 ianuarie 1898, Iași – d. februarie 1974, București) a fost un ofițer român, care a îndeplinit funcția de director general al Serviciului Special de Informații din România în perioada 25 septembrie - 25 decembrie 1944.

## Biografie
Ioan Lissievici s-a născut la data de 29 ianuarie 1898, în municipiul Iași, fiind fiul lui Ion, căpitan de intendență și a Ameliei, casnică. A avut doi frați: Mihai, tot ofițer, și Emilian, consilier la Curtea administrativă locală din București, care în 1949 lucra la secția administrativă a M.A.I., și două surori: Cornelia-Elena și Adela.
Ioan Lissievici a urmat liceul, Școala Militară de Ofițeri de artilerie (absolvită în 1916), o școală specială de artilerie și Școala Superioară de Război. După absolvirea Școlii de ofițeri, a fost înaintat la gradul de sublocotenent la 1 iulie 1916. A urmat apoi treptele carierei militare, îndeplinind diferite funcții pe linie de comandă.
Este transferat apoi ca ofițer de informații la Secția II a Marelui Stat Major, îndeplinind următoarele funcții: șef al Centrului de informații din Cernăuți (1 noiembrie 1930 - 1 noiembrie 1932), ofițer (1932-1935) și șef al Biroului 2 (informații și contrainformații) din cadrul Secției II (1 aprilie 1935 - noiembrie 1937), apoi șef al Biroului 1 (recrutare, organizare, mobilizare) (noiembrie 1937 - noiembrie 1939). A fost înaintat la gradul de locotenent-colonel la 1 aprilie 1937.
În noiembrie 1939 revine din nou în funcții de comandă. La 1 mai 1941 devine ofițer în cadrul Serviciului Special de Informații, fiind înaintat la 10 mai 1941 la gradul de colonel. În cadrul SSI, a îndeplinit funcțiile de șef al Secției I informații externe, șef al Eșalonului Mobil detașat pe lângă Marele Cartier General pe timpul operațiunilor din Est și subdirector al serviciului.
La data de 31 decembrie 1943, colonelul Lissievici este numit în funcția de comandant al Regimentului 14 artilerie, îndeplinind această funcție până în septembrie 1944. În perioada 25 septembrie - 25 decembrie 1944, a îndeplinit funcția de Director general al Serviciului Special de Informații. A fost numit apoi în funcția de șef al Serviciului de restituiri din Ministerul Apărării Naționale, dar la 28 martie 1945 a fost trecut în rezervă.
Colonelul Lissievici a fost arestat la 27 mai 1949, fiind acuzat de activitate intensă contra clasei muncitoare și apartenență la S.S.I. După opt ani de anchetă, a fost condamnat la 15 ani detenție grea și confiscarea totală a averii prin sentința nr. 102/20 aprilie 1957 a Tribunalului Militar București. A fost deținut în închisorile Pitești, Jilava, Făgăraș, Ghencea și Gherla. A fost eliberat din închisoare la data de 25 august 1963, după expirarea pedepsei.
Eliberat din închisoare, i s-a dat domiciliu obligatoriu în comuna Lățești, raionul Fetești, reușind să i se aprobe stabilirea în București abia în anul 1965, dar fără a avea drept de pensie.
În anul 1969 s-a înscris în Asociația luptătorilor veterani din războiul antifascist. Printr-o hotărâre judecătorească a  Tribunalul Militar al Capitalei din 29 ianuarie 1970 i s-a soluționat favorabil, în lipsă, cererea de anulare a condamnării. Bolnav după anii grei de închisoare, Ioan Lissievici a încetat din viață în februarie 1974.
De-a lungul carierei sale militare, colonelul Lissievici a primit numeroase decorații.

## Decorații
- Ordinul „Steaua României” în gradul de ofițer (8 iunie 1940)[3]